# Colectivo Palmo
El Colectivo Palmo fue una asociación cultural de pintores y grabadores que surgió en  Málaga en el año 1979. El colectivo fue resultado de confluencias y encuentros entre artistas cuyo lenguaje vanguardista se alejaba de los planteamientos convencionales y comerciales. Es considerado como uno de los colectivos más importantes de la historial cultural de Málaga. Entre sus fundadores están los pintores Jorge Lindell, Dámaso Ruano,  Pepa Caballero o el maestro grabador portugués José Faría. El colectivo se mantuvo activo durante 9 años. En los años 80 algunos de los artistas del colectivo participaron en una actuación de rehabilitación estética con murales en algunos edificios de la Barriada del Palo.  

## Inicios
Estos artistas ven la necesidad de promocionar y vender su propia obra desplazando las obras a las galerías de arte, que como intermediarios se llevaban una comisión por las ventas de las obras, además de decidir qué y quién debía exponer. La experiencia de José Faria en Lisboa con Gravura les anima a la creación.
Hay un segundo grupo de pintores que se unen a estos, fruto de la amistad y las reuniones que se realizaban en distintos bares de la  ciudad. El colectivo El Palmo se reunía en dos bares donde los artistas daban forma a su idea y donde se fueron adhiriendo más miembros. Uno de esos bares fue "La Viña", en la plaza del Teatro, y otro en la barriada del Palo "La Paloma".
Pedro Maruna se unió al grupo al igual que Barbadillo, Brinkmann, Ramón Gil, José Miralles, Stefan von Reiswitz, Fernández Béjar, Jesús Martínez Labrador, Pepa Caballero, José Díaz Oliva y Antonio Jiménez. Catorce miembros fueron los fundadores de este colectivo.

## Intervención en la Barriada del Palo
A mediados de los años 80 a iniciativa de la Asociación de Vecinos y Vecinas de la Barriada del Palo algunos de los miembros del colectivo (Dámaso Ruano, Pepa Caballero y Joaquín Lobato participaron en una iniciativa pionera en arte y urbanismo que tenía por objeto revitalizar estéticamente, pintando ciertos edificios con diversos murales.

## Sedes
Este colectivo tiene su primera sede en un local cedido por Francisco Puche, copropietario de la librería Proteo en la calle Puerta de Buenaventura n.º 3. Las obras que se tuvieron que realizar para adaptar el piso como sala de exposiciones se realizaron por un préstamo solicitado por Jorge Lindell, poniendo como garantía su propia casa. El préstamo fue de 350.000 pesetas a pagar en 6 años. Se hacen suscripciones de socios estos aportan una cantidad y después pueden retirar obras de los artistas plásticos que forman el colectivo, se realizan  cursos de grabados, conferencias y exposiciones. La nueva Sede, se cambia de dirección y se busca otro lugar año 1982 ese lugar es ahora la Casa Hermandad del Santo Sepulcro allí estuvo hasta el final año 1987, año en que se disuelve el colectivo.